# Scione huancabambae
Scione huancabambae är en tvåvingeart som beskrevs av Krober 1930. Scione huancabambae ingår i släktet Scione och familjen bromsar. Inga underarter finns listade i Catalogue of Life.